# Mara-do
Mara-do (korejsko 마라도) ali otok Mara je otok v provinci Čedžu v Južni Koreji. Je najjužnejši otok Južne Koreje in leži 8 km od južne obale otoka Čedžuja.
Površina otoka je 0,3 km2, na njem živi približno 90 ljudi, ki predstavljajo celotno prebivalstvo etnične manjšine Mara-ri. Zaradi značilnih skalnih formacij je otok priljubljena turistična lokacija. Dostopen je iz Čedžuja s trajekti in izletniškimi čolni.
Mara-do leži znotraj upravnih mej občine Dedžong-eupa v mestu Sogvipo in je skupaj z Gapadom vključen v Gapa-ri ter je najjužnejša točka Južne Koreje.
Zaradi subtropskega morskega habitata je otok naravni rezervat. 18. julija 2000 je bil razglašen za narodni spomenik št. 423 (천연기념물 제423호).

## Pregled
Mara-do je bil prvotno nenaseljen. Znan je bil kot Keum-do (금도,禁島), kar pomeni prepovedani otok. Glede na članek Lee Kyu-tae v časopisu The Chosun Ilbo leta 1967 je otok leta 1880 najprej naselila ženska po imenu Kim Song-oh (김성오, 金成五) in njeni bratje. Kot revna kmetica brez zemlje za obdelovanje se je Kim Song-oh odločila, da se preseli na otok, ko ga je njen oče omenil na smrtni postelji. Kim je zato zapustila Čedžu z dvema bratoma, kmetijskim orodjem in nekaj semeni. Otok so morali obkrožiti trikrat, ker niso mogli najti mesta za privez svojega čolna. Po približno 10 letih sta se jima pridružila dva nasedla ribiča iz Torišime (도리섬,鳥島) v kraljestvu Rjukju.
Vendar pa so dokumenti iz okrožja Čedžu imeli tudi drugo zgodbo o Mara-doju. Po tej zgodbi so se prvi prebivalci na Mara-do naselili leta 1883. Neki gospod Kim, ki je prvotno živel v Dedžong-golu, majhni vasi na otoku Čedžu, je zapravil vse svoje premoženje. Njegovi sorodniki so jim predlagali, da se preselijo v Mara-do. Sim Hjun Tek, takratni župnik otoka Čedžu, jim je to dovolil in Mara-do je bil prvič naseljen. Po osamosvojitvi ga je upravljal Gapa-ri, Dedžong-eup iz otoka Čedžu, in je bil registriran kot samostojna občina (ri) z imenom Mara-ri.

## Obala
Mara-do je otok z izjemno skalnato obalo; na otoku so tudi morske jame. Skupna dolžina obale otoka je 4,2 km. Okoli otoka je sprehajalna pot, ki ponuja slikovit razgled na obalo. Hoja okoli otoka traja približno eno uro.
Zaradi plimske erozije vzhodno obalo sestavljajo izjemno strme pečine, ki jih prebivalci imenujejo Gue Džong. Njihova nadmorska višina sega do 39 m in tukaj najdemo rastline, kot so korejske sukulente.
Na Mara-doju so štirje pomoli, imenovani Sal-rae duck, Jariduck, Jangsiduck in Sinjak-no. Ribolovni viri so skozi vse leto zelo bogati, zlasti v Jariducku.

## Danes
Na Mara-du so osnovna šola, policijska postaja, cerkev, tempelj in svetilnik. Tukaj je registriranih štirideset gospodinjstev in približno 700 turistov na dan pride na obisk. Zanje je zagotovljenih petdeset nastanitev.

## Okolje
Obalne značilnosti Marada in bazaltne skale so najboljše za številne ribe, ušesne školjke, turbane in morske alge. Na otoku včasih ni bilo dreves, sredi otoka pa je bil posajen majhen gozd. Zaščiten je z ograjo.